# Західно-Українське товариство Ліги Націй
За́хідно-Украї́нське товари́ство Лі́ги На́цій (ЗУТЛН) — організація уряду ЗУНР в екзилі, створена для захисту інтересів західноукраїнських (галицьких) політичних діячів перед Лігою Націй, зокрема обстоювання незалежності ЗУНР від Польщі. Активно діяла в 1922—1924 роках.

## Заснування
За результатами Першої світової війни для вирішення питань повоєнного становища Європи було скликано Паризьку мирну конференцію, що засідала з січня 1919 до січня 1920 року. Одним із рішень конференції стало створення Ліги Націй — міжнародної організації, метою якої було підтримання миру та налагодження співробітництва між державами.
У ході українських національно-визвольних змагань, 1919 року Східна Галичина, заселена українцями, була окупована Польщею; уряд Західної області Української Народної Республіки (ЗО УНР) був змушений емігрувати до Відня і продовжити свою діяльність там.
1919 року було створено Союз Товариств Ліги Націй (СТЛН). Відповідно до його статуту, кожен край мав право на представництво в організації. Серед українських емігрантських кіл виникла ідея створити одне або кілька товариств з метою представлення українських інтересів у СТЛН. Правник та делегат УНРади Роман Перфецький пропонував створити три товариства — для галицьких, наддніпрянських та кубанських українців, аргументуючи це тим, що таким чином українство матиме ширше представництво в СТЛН (кожен край мав 5 голосів), а суперечності серед українців будуть знівельовані.
Восени 1921 року українські емігранти у Відні створили Українське товариство прихильників Ліги Націй. Після цього Роман Перфецький запропонував Диктатору ЗУНР Євгену Петрушевичу створити окреме товариство для представлення інтересів Східної Галичини в Лізі Націй та відстоювання українських прав на край. Таким чином, 20-22 січня 1922 року відбулися установчі збори, на яких засновано Західно-Українське Товариство Ліги Націй, а його президентом обрано Романа Перфецького.

## Склад та статут

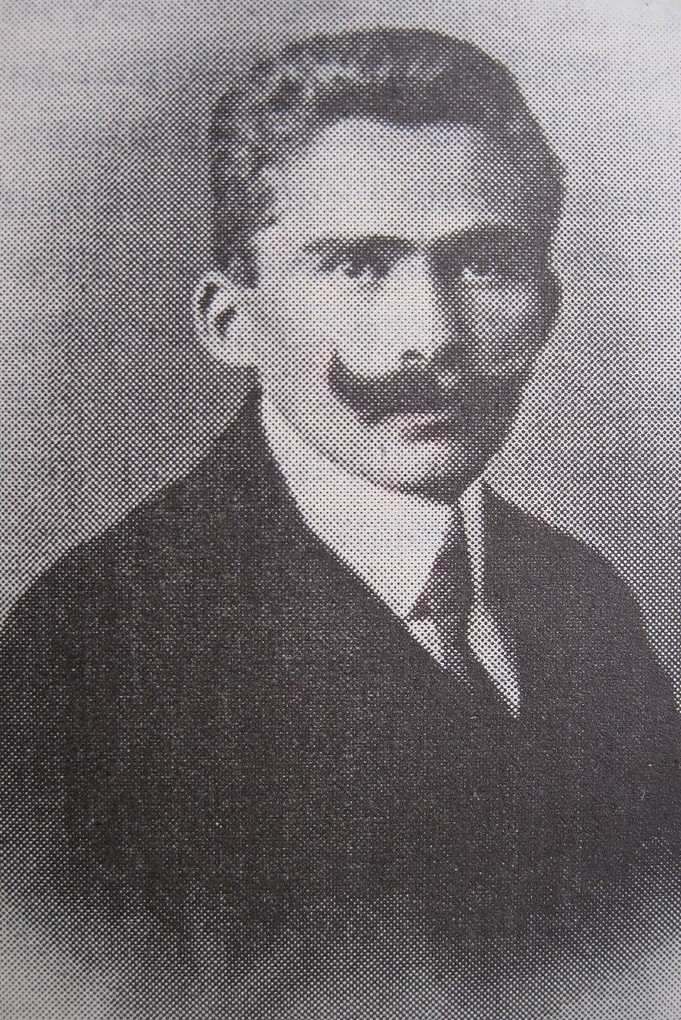
Роман Перфецький, голова ЗУТЛН

Президію ЗУТЛН було обрано на установчих зборах у січні 1922 року; тоді ж було прийнято статут товариства.
Головою ЗУТЛН став Роман Перфецький, секретарем — Олександр Марітчак; крім них, до президії належали Ернест Брайтер та Осип Назарук (товариші президента), отець Жан Йосафат (заступник секретаря), Айталь Вітошинський (скарбник), Ілля Семака та Кирило Трильовський. До Головної Ради ЗУТЛН увійшли Аґенор Артимович, Осип Каранович, Іван Коссак, Олександр Кулачковський, Кость та Лев Левицькі, Вільгельм Найман, Лев Петрушевич та Ярослав Подляшецький. Широкими повноваженнями наділялися президент та Генеральні збори товариства. Виконавчим органом ЗУТЛН став Головний комітет, до якого входили президент, його заступники та секретар. У складі товариства існували чотири комісії: пропагандистська, організаційна, економічна та для збору коштів.
Над розробкою статуту ЗУТЛН працювали Роман Перфецький та Юліан Романчук. Він складається із шести розділів та 28 параграфів. Згідно з документом, основною метою діяльності ЗУТЛН визначалося відновлення української державності в Східній Галичині («Західно-Української Галицько-Володимирської Держави») шляхом діяльності в межах Ліги Націй на підставі права націй на самовизначення. Товариство декларувало підтримку Ліги Націй.

## Діяльність
До територій, на представництво яких у Лізі Націй претендувало ЗУТЛН, входили Східна Галичина, Північна Буковина, Волинь, Холмщина, Підляшшя та Закарпаття.
1 квітня 1922 року ЗУТЛН надіслало запит до Союзу Товариств Ліги Націй (СТЛН) з проханням включити його до свого складу. Водночас товариство намагалося підняти східногалицьке питання на Генуезькій конференції, однак його розгляд був заблокований Польщею та Францією. На конгресі в Празі в червні того ж року ЗУТЛН було включено до складу СТЛН; при цьому Східну Галичину було визначено як окремий суб'єкт міжнародного права.
На рівні СТЛН Товариство захищало інтереси українського населення Східної Галичини, вказуючи на незаконність дій Польщі в регіоні.
15 березня 1923 року Рада послів держав Антанти ухвалила рішення щодо східних кордонів Польщі, за яким визнала суверенітет Другої Речі Посполитої над Східною Галичиною. У таких умовах ЗУТЛН запропонували приєднатися до польського Товариства в Лізі Націй, на що 7 червня 1923 року Диктатор ЗУНР Петрушевич відповів відмовою.
На VII Конференції СТЛН 23 червня 1923 року членство ЗУТЛН було призупинено; після протесту українська делегація покинула конференцію, що відбувалася у Відні.
27 червня — 4 липня 1924 року в Ліоні, Франція, відбулося засідання Ради та Загальних зборів Союзу товариств Ліги Націй. Делегацію ЗУТЛН очолювали Р. Перфецький, А. Петрушевич та О. Марітчак. Для засідання ЗУТЛН підготувало «Мотивоване письмо», написане з метою повернення організації до складу СТЛН, та «Меморіал про положення на західних українських землях під Польщею» для Комісії національних меншин. Однак рішення конференції підтвердили усі попередні рішення Ліги Націй щодо Східної Галичини, тому зусилля делегації ЗУТЛН виявилися марними.
ЗУТЛН продовжувало свою діяльність надалі, однак перебувало у фінансовій та ідейній кризі й обмежувалося пропагандистськими виступами. Наприкінці 1920-х — на початку 1930-х років діяльність товариства була де-факто паралізована.